# Pumapunku
Pumapunku est un vaste complexe cultuel situé à Tiwanaku en Bolivie.  En aymara, le nom Puma Punku signifie « la Porte du puma ». Elle est située près de la rive sud-est du lac Titicaca, sur le plateau andin à une altitude de 3 800 mètres.
Le site est inscrit au patrimoine mondial de l'UNESCO depuis 2000.

## Histoire
Le complexe a été construit par les Tiwanaku, une civilisation pré-inca, qui ont dominé la moitié sud des Andes centrales entre les Ve et XIe siècles.
D’abord petit lieu de peuplement, le site qui se développe pour devenir une ville entre 400 et 900 apr. J.-C.
Centre spirituel et politique de la culture tiwanaku, il constitue l'une des plus importantes zones urbaines pré-incas de la région andine en Amérique du Sud. Le site a été la capitale d’un puissant empire qui a duré plusieurs siècles et s'est caractérisé par l’utilisation de nouvelles technologies et de nouveaux matériaux pour l'architecture, la poterie, les textiles, les métaux et la fabrication de paniers.

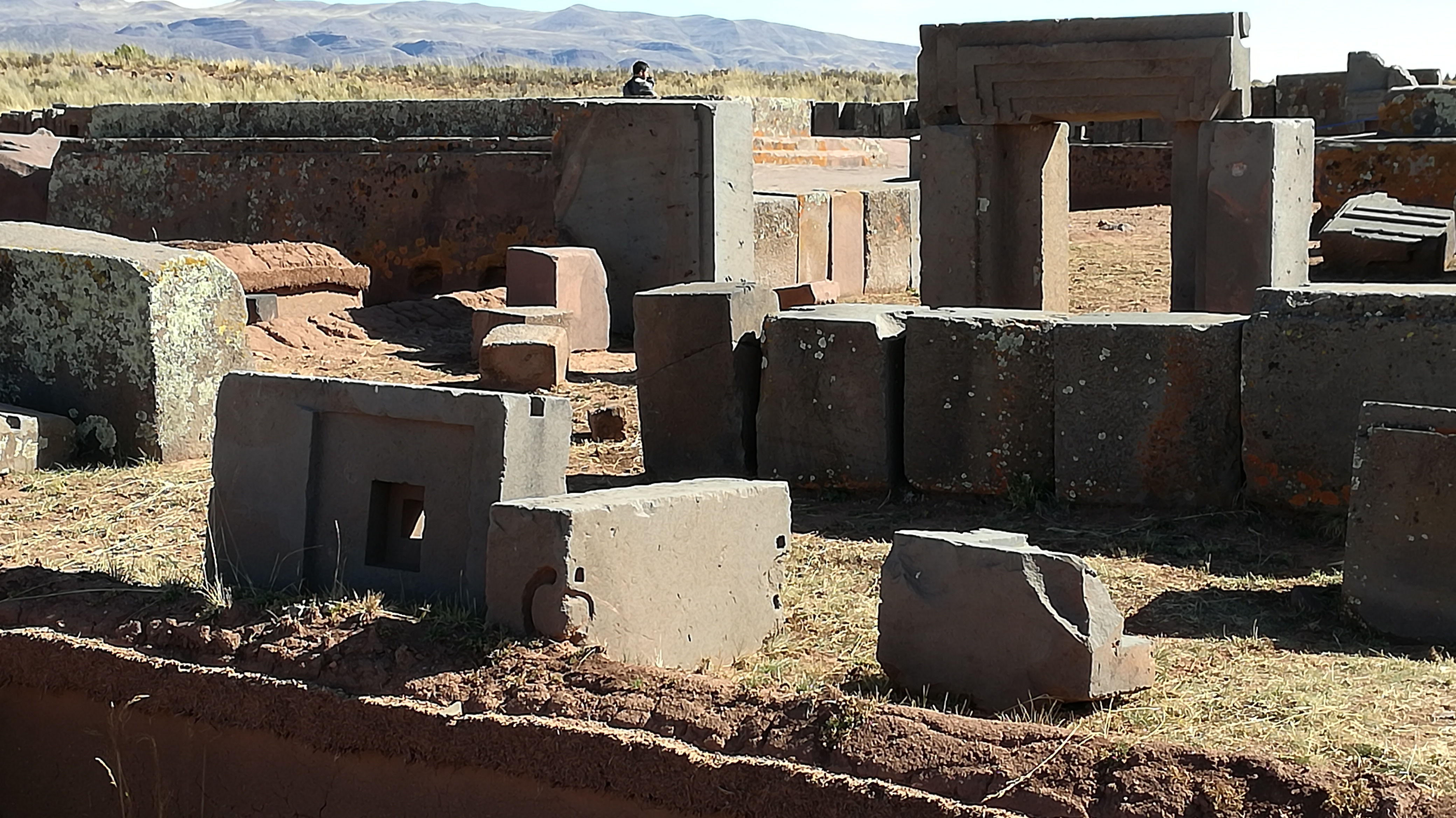
Pierres taillées.

Le site est connu pour ses vestiges d'architecture en éléments préfabriqués encastrables. Les pierres sont en grès ou andésite. Des éléments trouvés dans un état de finition incomplète permettent de comprendre la méthode utilisée pour réaliser de surprenants creusements à angle droit. Les roches étaient tout d'abord frappées à l'aide de percuteurs de pierre, qu'on peut encore trouver en nombre sur le site des carrières d'andésite, puis lentement poncées et polies à l'aide de pierres plates et de sable.
L'élément le plus volumineux a été estimé à 137 tonnes.